# Stefan Hochuli
Stefan Hochuli (* 1959 in Aarau) ist ein Schweizer Archäologe und Denkmalpfleger. Hochuli war von 1991 bis zu seiner Pensionierung im Jahr 2022 Kantonsarchäologe von Zug und zwischen 2001 und 2022 zudem Vorsteher des Amtes für Denkmalpflege und Archäologie des Kantons Zug.

## Leben
Stefan Hochuli studierte an der Universität Bern Ur- und Frühgeschichte/provinzialrömische Archäologie, Architekturgeschichte/Denkmalpflege und Ethnologie und schloss sein Studium 1989 mit dem Lizentiat und einer Monographie über die mittelbronze- und hallstattzeitliche Fundstelle Wäldi-Hohenrain (Kanton Thurgau) ab. Im Rahmen einer Forschungsassistenz an der Universität Bern verfasste er eine Monographie über die neolithischen und bronzezeitlichen Seeufersiedlungen Arbon-Bleiche und erlangte damit im Jahr 1992 sein Doktorat.
Im Jahr 1991 wurde er zum Kantonsarchäologen des Kantons Zug gewählt und leitete den Auf- und Ausbau der Archäologie im Kanton Zug bis zu seinem Ausscheiden aus dem Amt im Jahr 2022. Von 2001 bis 2022 war er zudem Vorsteher des Amtes für Denkmalpflege und Archäologie Kanton Zug.
Hochuli war von 1994 bis 2003 Mitglied des Vorstands der Schweizerischen Gesellschaft für Ur- und Frühgeschichte (SGUF), heute Archäologie Schweiz (AS), die er von 1997 bis 2000 präsidierte. Von 1997 bis 2002 war er im Vorstand der Gesellschaft für Schweizer Unterwasser-Archäologie (GSU). Von 2002 bis 2009 wirkte er als Vorstandsmitglied des Verbandes Schweizerischer Kantonsarchäologen (VSK), heute Konferenz Schweizerischer Kantonsarchäologinnen und Kantonsarchäologen (KSKA), von 2008 bis 2009 als dessen Präsident.
Als Konsulent der Eidgenössischen Kommission für Denkmalpflege (EKD) (1997–2005), später als deren Mitglied und Vizepräsident (2005–2015), verfasste er zahlreiche Gutachten und beschäftigte sich mit grundsätzlichen Fragen des Denkmal- und Ortsbildschutzes, insbesondere an den Schnittstellen von Bau- und Bodendenkmalpflege. Zudem war er an der Formulierung der Leitsätze zur Denkmalpflege in der Schweiz beteiligt.
Hochuli ist seit 1999 Mitglied der Denkmalkommission des Kantons Luzern, gehörte von 2001 bis 2019 der Denkmalkommission des Kantons Zug an und ist seit 2009 Mitglied der Archäologischen Kommission des Kantons Bern.
Hochuli ist verheiratet, Vater zweier erwachsener Kinder und lebt in Hünenberg See, Kanton Zug.

## Veröffentlichungen (Auswahl)
- Arbon-Bleiche. Die neolithischen und bronzezeitlichen Seeufersiedlungen (= Archäologie im Thurgau. Band 2). Frauenfeld 1994 (PDF-Download).
- mit Ursula Gnepf, Sandy Hämmerle: New Bell Beaker finds from central Switzerland. In: Marion Benz, Samuel van Willigen (Hrsg.): Some New Approaches to the Bell Beaker ‘Phenomenon’ – Lost paradise…? (= British Archaeological Reports, International Series 690). Oxford 1998, S. 73–86.
- mit Eduard Gross-Klee: Die jungsteinzeitliche Doppelaxt von Cham-Eslen – Gesamtbericht über einen einzigartigen Fund aus dem Zugersee. In: Tugium 18, 2002, S. 69–101.
- Die keltische Besiedlungsgeschichte des Kantons Zug – auch eine Folge archäologischer Prospektion. In: Form, Zeit und Raum. Grundlagen für eine Geschichte aus dem Boden. Festschrift für Werner E. Stöckli zu seinem 65. Geburtstag (= Antiqua 50). Basel 2012, S. 211–224.
- mit Anette JeanRichard, Eva Roth Heege, Stephen Doswald, Eckhard Deschler-Erb: Die archäologische Prospektion Morgarten 2015. In: Mittelalter 22, 2017, 3, S. 87–142.